# Glele
Glele, o Badohou (... – Blida, 29 dicembre 1889), è stato il decimo re del Dahomey indipendente. Governò il suo Paese dal 1858 fino alla sua morte.

## Biografia
Badohou, che ascese al trono con il nome di Glele, è considerato il decimo re (non considerando Adandozan) del regno del Dahomey (parte dell'attuale Benin). Successe al padre, Ghezo, e governò dal 1858 al 1889, anno della sua morte.
Glele continuò con successo le campagne di guerra di suo padre, in parte per vendicare la morte del genitore, in parte per catturare schiavi. Durante il suo governo sostenne la rinascita del Dahomey come centro di vendita di olio di palma e commercio di schiavi. Glele firmò anche trattati con i francesi, che avevano precedentemente acquisito una concessione a Porto-Novo dal suo re. I francesi riuscirono a negoziare con Glele e ricevettero una sovvenzione per una concessione doganale e commerciale a Cotonou durante il suo regno. Glele resistette alle aperture diplomatiche britanniche, tuttavia, diffidando dei loro modi e notando che essi erano molto attivi nella loro opposizione alla tratta degli schiavi: sebbene la stessa Francia rivoluzionaria avesse messo fuori legge la schiavitù alla fine del XVIII secolo, ne permise il commercio altrove. La Gran Bretagna mise fuori legge la schiavitù all'interno dl Regno Unito e nei suoi possedimenti d'oltremare nel 1833 e la sua marina fece incursioni contro gli schiavisti lungo la costa dell'Africa occidentale a partire dal 1840.

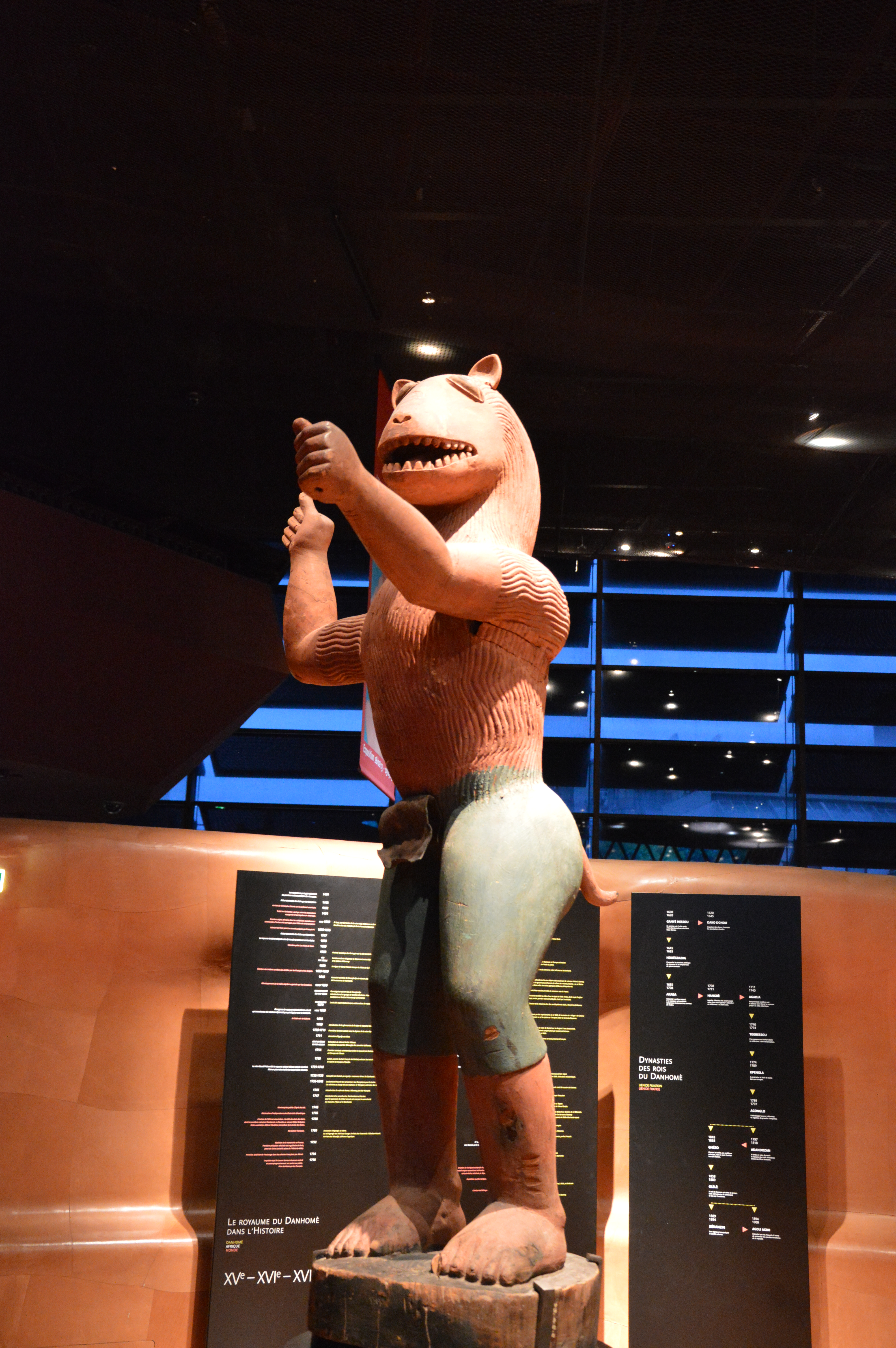
Statua del Musée du Quai Branly raffigurante Glele come un leone

I simboli del re Glele furono il leone e il coltello rituale dei seguaci del dio Gu. La sua moglie favorita fu Visesegan.
Glele, nonostante la fine formale della tratta degli schiavi e la sua interdizione da parte degli europei e delle potenze del Nuovo Mondo, continuò la schiavitù come istituzione domestica: i suoi campi venivano curati principalmente dagli schiavi e gli schiavi divennero una delle principali fonti di "messaggeri per gli antenati" (vittime sacrificali) nelle cerimonie. Nel 1860 incontrò William Foster, capitano della Clotilda, l'ultima nave a portare (illegalmente) schiavi negli Stati Uniti, presumibilmente per approvarne la vendita.
Verso la fine del regno di Glele, le relazioni con la Francia si deteriorarono a causa della crescente influenza commerciale di Cotonou e delle incompresioni tra Dahomey e la Francia sulla portata e sui termini della concessione di Cotonou. Glele morì improvvisamente poco prima dell'arrivo dei francesi per i negoziati, forse suicida.
Glele morì nel 1889. Alla sua morte, gli successe il figlio Kondo, asceso al trono con il nome di Béhanzin.
Sia Glele che suo figlio sono antagonisti secondari nel romanzo La Costa d'Avorio di Emilio Salgari.